# Phyllanthus mickelii
Phyllanthus mickelii är en emblikaväxtart som beskrevs av Mcvaugh. Phyllanthus mickelii ingår i släktet Phyllanthus och familjen emblikaväxter. Inga underarter finns listade i Catalogue of Life.